# Садулаев, Герман Умаралиевич
Ге́рман Умарали́евич Садула́ев (род. 18 февраля 1973, Шали, Чечено-Ингушская АССР) — российский писатель, юрист, политический деятель, журналист.

## Семья. Ранние годы
Родился в 1973 году в селе Шали, Чечено-Ингушская АССР в семье чеченца и терской казачки. Учился в Грозном, относит себя к тейпу Эрсеной.
В 1989 году поехал в Ленинград поступать в университет с направлением на факультет журналистики от областной молодёжной газеты, где публиковал очерки. В последний момент изменил решение и поступил на юридический факультет.

## Литературная деятельность
Первое произведение, повесть «Одна ласточка ещё не делает весны», была написана за несколько месяцев в 2004—2005 годах и первоначально распространялось автором в Интернете; также он разослал её в различные издательства. Единственным издателем, кого заинтересовала повесть, стал Илья Кормильцев, пообещавший Садулаеву издать его книгу, если тот напишет ещё несколько повестей. Это произошло в 2006 году, когда в издательстве «Ультра.Культура», возглавляемом Кормильцевым, вышла книга «Я — чеченец!», состоящая из девяти рассказов и повестей, посвящённых чеченским войнам и во многом основанных на личном жизненном опыте автора.
Вышедший в 2008 году роман «Таблетка» вошёл в шорт-лист премии «Русский Букер». В 2009 году стал победителем премии «ТОП 50. Самые знаменитые люди Петербурга» журнала «Собака.ru» в номинации «Литература». В июне 2009 года был опубликован роман «AD», признанный журналом GQ книгой месяца. В 2010 году роман «Шалинский рейд» вошёл в шорт-лист «Русского Букера» и получил премию журнала «Знамя»; рассказ «Блокада» вышел в антологии «Четыре шага от войны».
Публиковался в петербургском журнале «Аврора». Член Гражданского литературного форума России и Союза писателей Санкт-Петербурга.
Своими литературными ориентирами считает Вьясу (составителя Вед и автора Веданта-сутр), Чака Паланика, Андрея Платонова, Венедикта Ерофеева, Дональда Бартельма.
В 2021 году стал лауреатом литературной премии «Ясная Поляна» за книгу «Готские письма» в номинации «Современная русская проза».

## Конфликт с Рамзаном Кадыровым
В 2010 году беседа Садулаева с журналистом «Комсомольской правды» вызвала комментарий Рамзана Кадырова: «...он не чеченец и даже не мусульманин, даже не человек», — и выступление против Садулаева омбудсмена Чечни Нурди Нухажиева, которое, в свою очередь, вызвало обращение ряда литераторов к омбудсмену РФ и призыв Садулаева к Нухажиеву провести дебаты.

## Политическая деятельность
В 2010 году Садулаев вступил в КПРФ. Согласно сайту Санкт-Петербургского городского отделения КПРФ, состоит в парторганизации Невского района.
25 февраля 2012 года Герман Садулаев выступил на митинге за честные выборы в Санкт-Петербурге.

Вот и я сегодня — один из немногих, наряду, скажем, с публицистом Германом Садулаевым, кто отвечает за этот, что называется, дискурс, за размышления о левой теме.
— Захар Прилепин
По мнению Садулаева (2014): «Я бы не сказал, что у нас, в Европе, социалистический проект потерпел крах. Он временно отступил. Есть Китай, в котором полтора миллиарда человек, и дело Ленина там живёт. В будущем мы вернёмся к идеям социализма».
На выборах в Государственную думу VII созыва (2016) баллотировался от КПРФ по 218 Южному одномандатному избирательному округу Санкт-Петербурга. Занял 6-е место (12 075 голосов, 7,37 %), уступив Виталию Милонову (56 068 голосов, 34,24 %).
В августе 2017 года выступил одним из 20 подписантов письма президенту Франции Эмманюэлю Макрону с просьбой помиловать отбывающего тюремное заключение террориста Ильича Рамиреса Санчеса.

## Личная жизнь
Живёт в Санкт-Петербурге, работает юристом.

### Переводы
- German Sadulaev «I am a Chechen!» / перевод на английский Anna Gunin // London, «Vintage Books», 2011

## Литературные премии
- 2017 — Книга «Иван Ауслендер» вошла в лонг-лист литературной премии Ясная Поляна[39]
- 2021 — Лауреат премии Ясная Поляна, номинация «Современная русская проза» (за роман «Готские письма»).

## Цитаты
- Литература помогает понять, что другой человек не настолько другой, что он такой же[40].

## Интервью
- «Стайер на экспорт»
- «Я думаю на трех языках: английском, чеченском и русском» — журнал «Собака.ru», 2009 год
- Все интервью Германа Садулаева на радиостанции на радиостанции «Финам FM»
- «Герман Садулаев: „У людей в Чечне отсутствует иммунитет против власти денег“». Интервью Садулаева газете «Труд-7»
- Чеченцы в Европе. Беседа с Германом Садулаевым. Часть 1 от 17.08.2011 года «Русский журнал»
- Называться чеченцем — привилегия. Беседа с Германом Садулаевым. Часть 2 от 19.08.2011 года «Русский журнал»
- «Я не чеченец. У меня и справка есть!» Интервью с Садулаевым Архивная копия от 13 мая 2011 на Wayback Machine
- Герман Садулаев: «Не надо испытывать комплекс поражения» — газета ВОЛЬТЕР, 2013 год